# 樟宜醫院
樟宜醫院（英語：Changi Hospital），又称舊樟宜醫院（英語：Old Changi Hospital），是位于新加坡樟宜的一间已废弃的综合医院。它与前大巴窑医院合并后关闭，并更名为樟宜综合医院，医院将新业务转移到樟宜附近的淡滨尼镇四美区。樟宜醫院于1997年2月开始逐渐停止运作（同年12月完全废弃），直到今天仍然被废弃，其建筑目前不对外开放。樟宜醫院年久失修、荒煙蔓草，引起靈異傳說，成为世界十大闹鬼地点之一。

## 历史
旧樟宜医院由两座英军营房和一栋后来加建的矮楼组成，总建筑面积7200平方公尺左右，约等于一个足球场。两座营房建于1935年，属于英军皇家工程师所居住的吉真那军营（英語：Kitchener Barracks）的一部分，旨在保卫柔佛海峡东端的沿海地区。
1942年至1945年，新加坡被卷入第二次世界大战，日本占领新加坡并将营房用做医院；日军将医院用于为日军伤兵服务和关押盟军战俘。医院同时也是在当时臭名昭著的日本憲兵隊（隶属军队的特别警察）负责的樟宜主要监狱区的一部分。即便如此，盟军和一些平民战俘被关押的樟宜大部分地区一般被认为是近乎自治的，这些囚犯有一定的自由活动的权利，尽管他们的行动一直受到日军的监视。相传日本憲兵隊将吉真那军营的23号和37号营房用作酷刑中心。有传言指医院有个被用作酷刑室的小房间，这个房间的墙上挂着粗铁链、窗户又高又窄，房间里摆放着一个据称是旧酷刑装置的残余物，其旧地板上也还残留着血迹。后来，因吉真那军营医疗设施不足，医疗中心暂时被转移到了罗伯茨军营（英語：Roberts Barracks）。
1945年日军投降后，以附近的樟宜空军基地为主要基地的英国皇家空军（简称RAF）将俯瞰柔佛海峡东部和距离乌敏岛约一公里的贺敦路23号和37号营房用作军事医院，医院被命名为RAF樟宜医院。由于医院也服务士兵家属，因此有1000多名婴儿在此出生。
1962年，英军于此建造了一座新建筑，以扩充医院的容量。
1971年，在驻新加坡的英军大规模撤离后，医院被更名为ANZUK医院，主要为“ANZUK”（澳大利亚（A）、新西兰（NZ）和英国（UK））部队的军人服务。
1975年，ANZUK部队解散，尽管英军几乎完全撤出新加坡（仅剩下一支非常小的象征性部队），医院仍被临时更名为英国军事医院（英語：UK Military Hospital）。同年12月，英军完全撤出新加坡，并将医院转交给新加坡，医院被更名为新加坡武装部队医院。新加坡武装部队医院为新加坡武装部队人员及其直系亲属提供医疗服务。医院之后渐渐开放给公众使用，收费标准与新加坡其他的公立医院相同。
1976年，新加坡武装部队医院与附近拥有36个床位的另一间小医院合并，并在前者转交卫生部后更名为樟宜医院。
1997年12月15日，樟宜医院与大巴窑医院合并成立樟宜综合医院后，旧樟宜醫院停止运作，其建筑被废弃至今。旧医院建筑的所有权被移交新加坡土地管理局（SLA），该部门最初派驻保安人员及看门狗驻守旧医院以阻拦人们擅闯建筑（医院当时还未被围起来，许多当地人和外国人经常闯入医院进行探灵活动、涂鸦、破坏、吸毒和撒旦崇拜等活动）。
2006年，医院被租给一家房地产公司，公司原本有意将它发展为一个提供水疗服务、餐饮和住宿的度假村，度假村原预计2008年上半开幕，但计划后来夭折。
2010年，房地产公司将医院交还给土地管理局。土地管理局将医院用栅栏围起来，并在其内外的多个位置安装了监控摄像头和运动传感器，以取代原来驻守在此的安保人员（即便如此，少数人，主要为青少年，仍然冒着被捕的风险试图潜入医院）
2021年4月，新加坡土地管理局和市区重建局举办比赛号召公众在充分了解和尊重其历史的基础上，为改造樟宜尾提出方案，包括为旧樟宜医院和其他英军遗留的营房建筑构思新用途。
自从樟宜医院被遗弃以来，这个地方就出现了不少灵异传闻。然而，除了在废弃医院内外拍摄的几张照片或视频外，几乎没有实质性证据支持这些说法。新加坡环球影城为了让人们认识这座著名的灵异地点，在主题公园内复制了一间小型的樟宜医院，这一景点（特别是在万圣节期间）大受游客欢迎。

## 灵异传闻

### 传闻
建于1935年的旧樟宜医院由于年久失修，外加有流言指二战战俘在此遭遇非人待遇，医院被盛传是新加坡闹鬼最凶的地方之一。 相传很多战俘在这间医院里被折磨至死，导致其阴魂不散；二战结束后，在这裡犯下种种罪行的日本军官被就地处决，无数丧命于此的冤魂舍不得离开，因此各种各样的闹鬼事件开始从医院传出。自1940年代末，医院的工作人员就开始听到奇怪的声音，尤其是在夜晚。
约2000年以后，因政府开放电影制作团队在此租场地进行拍摄，樟宜医院开始被许多新加坡人视为是全国闹鬼最凶的地方之一。
2017年，一段一名护士在废弃医院内抱着婴儿的视频在互联网上流传，引发了网民对其真实性和医院内所谓的超自然活动的争论。直到现在，这段视频的真实性都还未得到证实。
医院闹鬼较凶的区域还包括其已被拆除的旧太平间、瓷砖墙手术室和旧医院的急诊大楼（位于山脚）。
地下掩体
人们还认为樟宜医院从它作为军事基地的时期开始，其地底下就存着地下掩体，尽管目前无法进入它们，而且它们所谓的入口点（传闻有3个）也早已被封锁。民间流传着一张在医院附近的度假村拍摄的照片，据称照片上有一只鬼。据照片的主人说，他们的房间就在樟宜医院和一间废弃的、也有灵异传闻的度假村对面。

## 流行文化
在新加坡土地管理局开始对医院实行短期场地租赁计划后，医院就受到许多电影制作团队的欢迎。许多著名的新传媒电视连续剧也在医院内完成部分拍摄；到了2000年代，该医院已经遭到数百名破坏者、罪犯、吸毒者和疑似为撒旦教徒的人的严重破坏。
| 作品类型         | 年份        | 作品                | 制作                                | 语言 |
| ---------------- | ----------- | ------------------- | ----------------------------------- | ---- |
| 电视剧           | 1996 - 2001 | Growing Up          | 新传媒                              | 英语 |
| 电视剧           | 2004        | 心网追凶            | 新传媒                              | 中文 |
| 电视剧           | 2006        | 刑警2人组           | 新传媒                              | 中文 |
| 电视剧           | 2004 - 2017 | 信不信有你/灵异怪谈 | 新传媒                              | 英语 |
| 电影（仿纪录片） | 2010        | 幽灵樟宜            | 托尼·柯恩（Tony Kern）和 Andrew Lau | 英语 |